# Jean Diederich
Jean Diederich, detto Bim (Esch-sur-Alzette, 20 febbraio 1922 – Pétange, 6 dicembre 2012), è stato un ciclista su strada e ciclocrossista lussemburghese.
Professionista dal 1946 al 1954, vinse tre tappe al Tour de France e il Giro del Lussemburgo 1949.

## Biografia
Nato in una piccola città del Lussemburgo meridionale, al confine con la Francia, si iscrisse al Velo Club di Pétange a quattordici anni, spinto dalla passione per le biciclette.
A sedici anni iniziò a lavorare presso una farmacia e fu proprio qui che gli venne dato il soprannome di "Bin"; nella farmacia infatti fra i vari prodotti si vendevano anche prodotti contenenti Johimbina una sostanza afrodisiaca, ma usata anche come stupefacente vero e proprio, che era chiamata comunemente "Joe Bin", da qui l'assonanza con il nome Jean e quindi Jean "Bin".
Dopo l'invasione del Lussemburgo da parte della Germania nazista, fu coscritto nella Wehrmacht e costretto ad abbandonare i propri progetti ciclistici, che riprese solo dopo la fine della guerra. Nel 2003 l'amministrazione comunale di Pétange gli dedica un piccolo museo per ricordare i suoi risultati.

## Carriera
Diederich si mette in luce da giovanissimo quando, dopo la fine della guerra, a ventidue anni, iniziò a vincere le prime gare da junior, tra le quali il Circuito di Housse nel 1945.
Quello stesso anno decise di passare professionista lanciandosi prima nella categoria degli indipendenti, per poi accasarsi alla Heylett nel 1946.
Si segnalò, quindi, come scalatore, adatto alle prove a tappe, soprattutto quelle di breve durata. Fu secondo al Tour de Luxembourg e undicesimo alla Volta Ciclista a Catalunya, ottenendo anche altri piazzamenti ma nessuna vittoria.
Nel 1947 confermò le impressioni date l'anno precedente e terminò undicesimo al Tour de Suisse e quindicesimo nella Liegi-Bastogne-Liegi. Partecipò anche al primo dei suoi sei Tour de France, concludendolo al quindicesimo posto nella classifica generale finale. Non vinse tappe, ma fu secondo nella dodicesima e terzo nella ventunesima. Concluse la stagione partecipando ai mondiali che terminò al sesto posto.
Iniziò, sempre nel 1947, a dedicarsi anche al ciclocross, ottenendo anche qui diversi piazzamenti: fu secondo nel campionato nazionale e undicesimo nel Criterium Internationale di specialità.
Nel 1948 ottenne due successi, una tappa al Giro dei Paesi Bassi ed una alla Vuelta a Maiorca, mentre ai mondiali si ritirò.
Nel 1949 riuscì a conquistare il suo primo ed unico Tour de Luxembourg, mentre terminò quindicesimo al Tour e ottavo al Tour de Romandie. Ai mondiali di terminò settimo.
Nel 1950 fu terzo nel Critérium du Dauphiné Libéré.
Esplose definitivamente al Tour de France 1950, quando vinse la quindicesima tappa, che da Reims arrivava a Gand. Si ripeté al Tour de France 1951, vincendo la seconda tappa (da Tulon a Menton), e grazie a questo successo riuscì a indossare la maglia gialla per tre giorni. Vinse anche la quinta tappa al Tour 1952, su un percorso con arrivo a Roubaix, ma fu la sua ultima vittoria.
Concluse la carriera nel 1953, chiudendo undicesimo il Tour de Luxembourg.
Nonostante nella sua carriera abbia partecipato numerose volte ai campionati nazionali di ciclismo sia in linea che ciclocross, ottenendo sei podi (quattro nella prima specialità e due nella seconda), non riuscì mai a conquistare una vittoria
È suocero di Lucien Didier, ciclista degli anni settanta e ottanta, e nonno di Laurent Didier, anch'egli professionista.

## Palmarès
- 1947

Grand Prix de Pétange
6ª tappa Tour de Luxembourg
- 1948

5ª tappa, 2ª semitappa Giro dei Paesi Bassi
5ª tappa Vuelta a Maiorca
- 1949

2ª tappa Tour de Luxembourg
Classifica generale Giro del Lussemburgo
- 1950

15ª tappa Tour de France
- 1951

2ª tappa Tour de France
- 1952

2ª tappa Tour de Lorraine
Classifica generale Tour de Lorraine
5ª tappa Tour de France

## Piazzamenti

### Grandi giri
- Tour de France

1947: 15º
1949: 15º
1950: 18º
1951: 12º
1952: ritirato (11ª tappa)
1953: ritirato (18ª tappa)

### Classiche monumento
- Liegi-Bastogne-Liegi

1947: 14º
1950: 12º

### Campionati del mondo
- Campionati del mondo

Reims 1947 - In linea: 6º
Valkenburg 1948 - In linea: ritirato
Copenaghen 1949 - In linea: 7º
Moorslede 1950 - In linea: ritirato
Varese 1951 - In linea: 11º
Lussemburgo 1952 - In linea: ritirato